# Sieweczka preriowa
Sieweczka preriowa (Anarhynchus montanus) – gatunek średniej wielkości ptaka wędrownego z rodziny sieweczkowatych (Charadriidae). Występuje w Ameryce Północnej, jest bliski zagrożenia.

## Systematyka
Gatunek monotypowy. Po raz pierwszy został opisany przez J.K. Townsenda w 1837 na łamach „Journal of the Academy of Natural Sciences of Philadelphia”. Holotyp pochodził z Gór Skalistych, dokładniej z okolic Sweetwater River w Wyoming; autor nadał gatunkowi nazwę Charadrius montanus. Analizy filogenetyczne przeprowadzone w 2022 roku wsparły umieszczenie tego gatunku w rodzaju Anarhynchus.

## Morfologia
Długość ciała wynosi 21–23,5 cm; masa ciała samców 67–124 g, samic 73–132,5 g; rozpiętość skrzydeł 47 cm. Wymiary szczegółowe, podane w milimetrach, wg Ridgwaya:
|         | Długość skrzydła | D. dzioba | D. ogona | D. skoku |
| ------- | ---------------- | --------- | -------- | -------- |
| ♂ (n=8) | 138–154          | 19–22     | 57–69    | 37–40,5  |
| ♀ (n=5) | 143–155          | 21–22,5   | 61–67    | 37–39    |

Czoło i brew jasne, białe. Kantarek czarny. Spód ciała biały, po bokach z domieszką płowego. Nogi stosunkowo długie, żółtobrązowe. Dymorfizm płciowy w upierzeniu nie występuje. W szacie spoczynkowej wierzch głowy przybiera barwę jasnobrązową, podobnie jak kantarek. Na piersi występują wtedy ciemne plamy (mogą być ze sobą połączone), a na grzbiecie rdzawe krawędzie piór. Osobniki młodociane przypominają dorosłe, wyróżnia je płowa brew oraz bardziej ciemnobrązowy grzbiet i pierś.

## Zasięg występowania
Gatunek wędrowny. Gniazduje w centralnej Ameryce Północnej, na Wielkich Równinach (od południowej Alberty i południowo-zachodniego Saskatchewan na południe), płaskowyżach wschodniego Kolorado po zachodni Teksas oraz w północno-zachodnim Meksyku (Nuevo León). Zimuje od centralnej Kalifornii po Kalifornię Dolną i na wschód po południowy Teksas i północno-wschodni Meksyk. W Nuevo León pierwsze udane lęgi stwierdzono w 2004.

## Ekologia i zachowanie
Środowiskiem życia tych sieweczek podczas rozrodu są prerie (odnotowywane na wysokości 640–3250 m n.p.m.), a także pola uprawne. Często współwystępują z kopiącymi nory ssakami jak szczuroskoczki (Dipodomys) i nieświszczuki (Cynomys). Ptaki badane we wschodnim Kolorado najliczniejsze były w środowisku zamieszkiwanym właśnie przez pieski preriowe (nieświszczuki czarnoogonowe). W okresie zimowania sieweczki preriowe przenoszą się na półpustynie i suche tereny rolnicze. Mimo że nazwa naukowa i angielska (Mountain Plover) odnosi się do gór, sieweczki preriowe nie występują w górach. Do Kanady i północnego USA przybywają w marcu lub kwietniu, odlatują we wrześniu i na początku października. Żywią się bezkręgowcami, takimi jak prostoskrzydłe, chrząszcze, błonkoskrzydłe i motyle. To towarzyskie ptaki, przebywają niekiedy w grupach do 600 osobników, zwłaszcza zimą.

### Lęgi

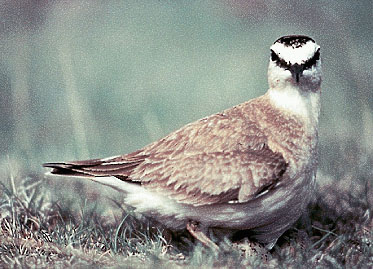
Sieweczka preriowa na gnieździe

Okres lęgowy trwa od późnego kwietnia do czerwca (prawdopodobnie w północno-wschodnim Meksyku ptaki rozpoczynają później lub okres lęgowy trwa dłużej). Występuje monogamia, poliandria i niekiedy również poligynia. Gniazdo to płytki dołek w ziemi o średnicy około 9,5–10 cm i głębokości do 2,5 cm. W zniesieniu zwykle od 2 do 6 jaj (zwykle 3), przeważnie o skorupce koloru ciemnooliwkowopłowego i wymiarach 37–38,1 mm na 28,2–28,6 mm oraz masie 13–19 g. Składane są w odstępach 1–6 dni. Inkubacja trwa 28–31 dni, wysiaduje jedynie samiec. Samica często pozostawia pierwszy lęg samcowi, a drugim opiekuje się sama lub, gdy wystąpi poliandria, w ogóle nie zajmuje się potomstwem. Młode z wierzchu są kremowopłowe, pokryte czarnymi plamkami. Po wykluciu się ważą 9–11 g. Opierzają się po 33–39 dniach, osiągają wtedy masę 70–97 g. Jaja w lęgach wysiadywanych przez samice są większe na początku sezonu, potem maleją. Sukces lęgowy niski (patrz: Status i zagrożenia).

## Status i zagrożenia
IUCN uznaje sieweczkę preriową za gatunek bliski zagrożenia (NT, Near Threatened) od 2008, wcześniej ptak miał status narażonego (VU, Vulnerable). W 2019 organizacja Partners in Flight szacowała liczebność światowej populacji na około 20 tysięcy dorosłych osobników. Prawdopodobnie główną przyczyną zmniejszenia się populacji jest łowiectwo. Rozwój rolnictwa i urbanizacja zmniejszyły powierzchnię obszarów nadających się do rozrodu. Na terenach rolniczych ponad 67% gniazd niszczonych jest przez maszyny rolnicze (stan w 1999). Niekiedy lęg pada ofiarą lisa płowego (Vulpes velox). Do tego gniazda są niszczone przez nawałnice lub zostają zdeptane przez bydło.